# 니콘 D3
니콘 D3은 12메가픽셀 센서를 가진 플래그십 풀프레임(35mm) 디지털 일안 반사식 카메라이다. 2007년 8월 23일 니콘 D300과 함께 니콘에 의해 출시되었다. D3는 니콘 최초의 풀프레임 DSLR이다, D3는 D3X와 함께 니콘의 플래그십 모델이였으며 D3S로 대체되었고 D2Hs와 D2Xs의 후속작이다. D3S는 후속작인 D4가 나온 뒤로 단종되었다. 출시 당시 가격은 550만원이다. 
CMOS 센서를 장착한 캐논의 프레스용 플래그십 EOS 1D Mark III가 경쟁 모델이다. 또한, 니콘의 프레스용 플래그십 기종이었던 D2Hs의 후속 기종이기도 하다.
장시간 노출 시, 니콘 D3 및 D300의 RAW 파일에는 노이즈 리덕션 기능이 가해진다.

## 기술
D3는 풀프레임 규격의 CMOS센서를 사용한다. 센서의 크기는 가로 36.0mm X 세로 23.9mm이다. 이 센서는 이 카메라가 출시되기 전에 쓰이던 모든 니콘 DX포맷(APS-C) 센서보다 더 크기가 크고 니콘은 이 센서를 FX포맷이라 칭하였다.

## 사진

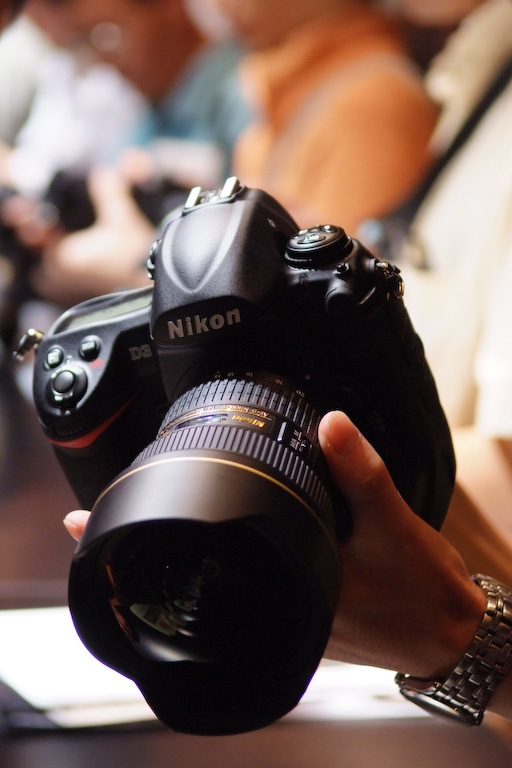
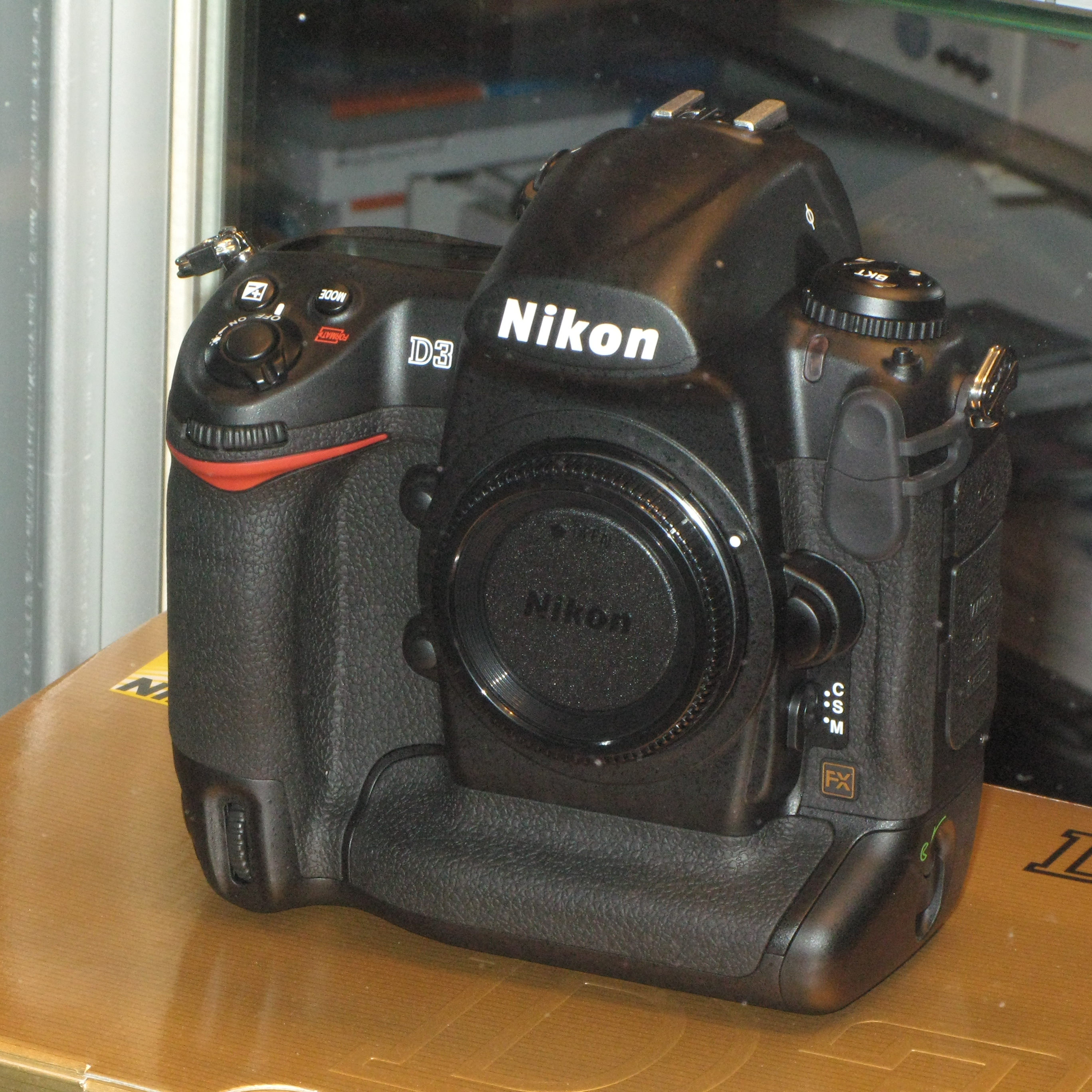
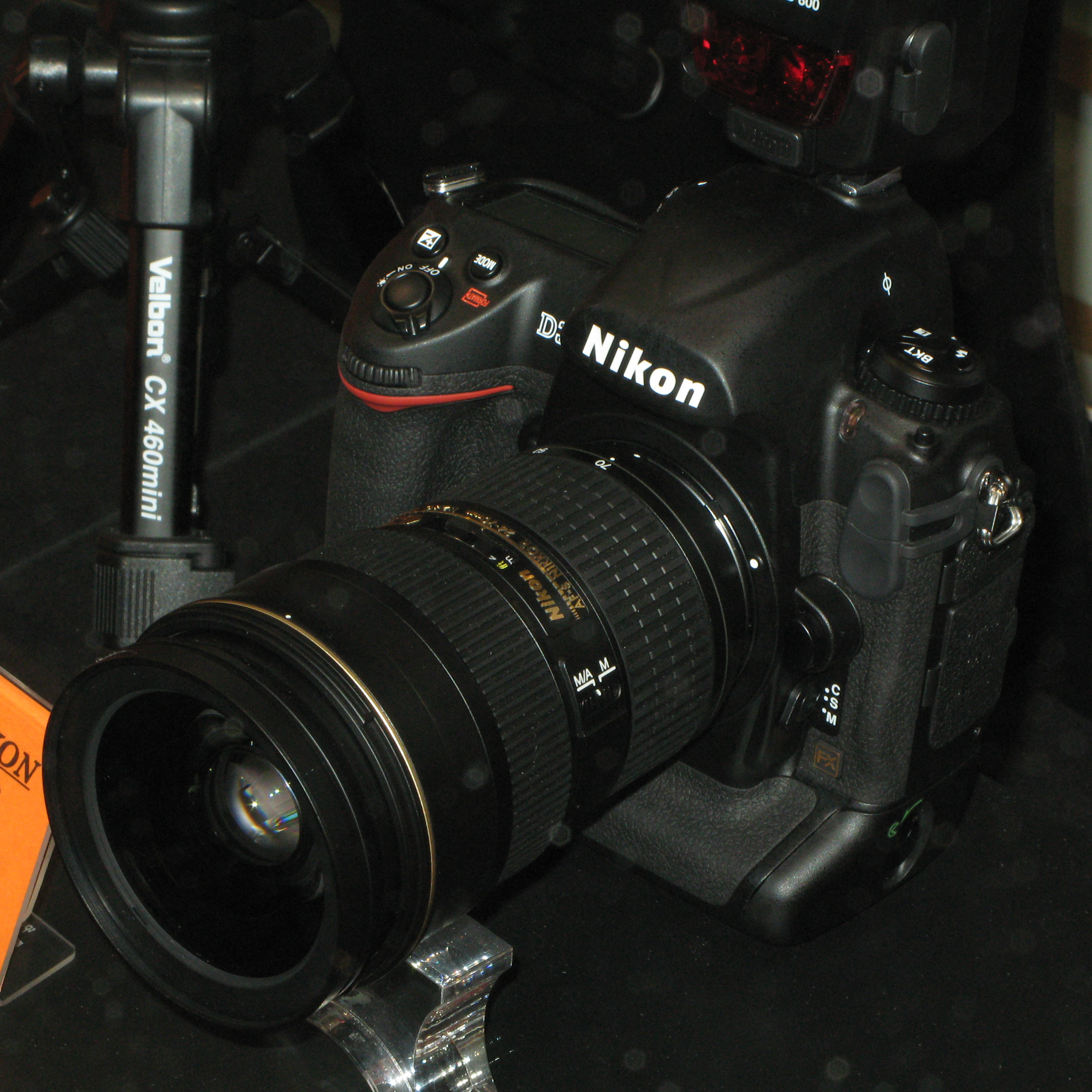
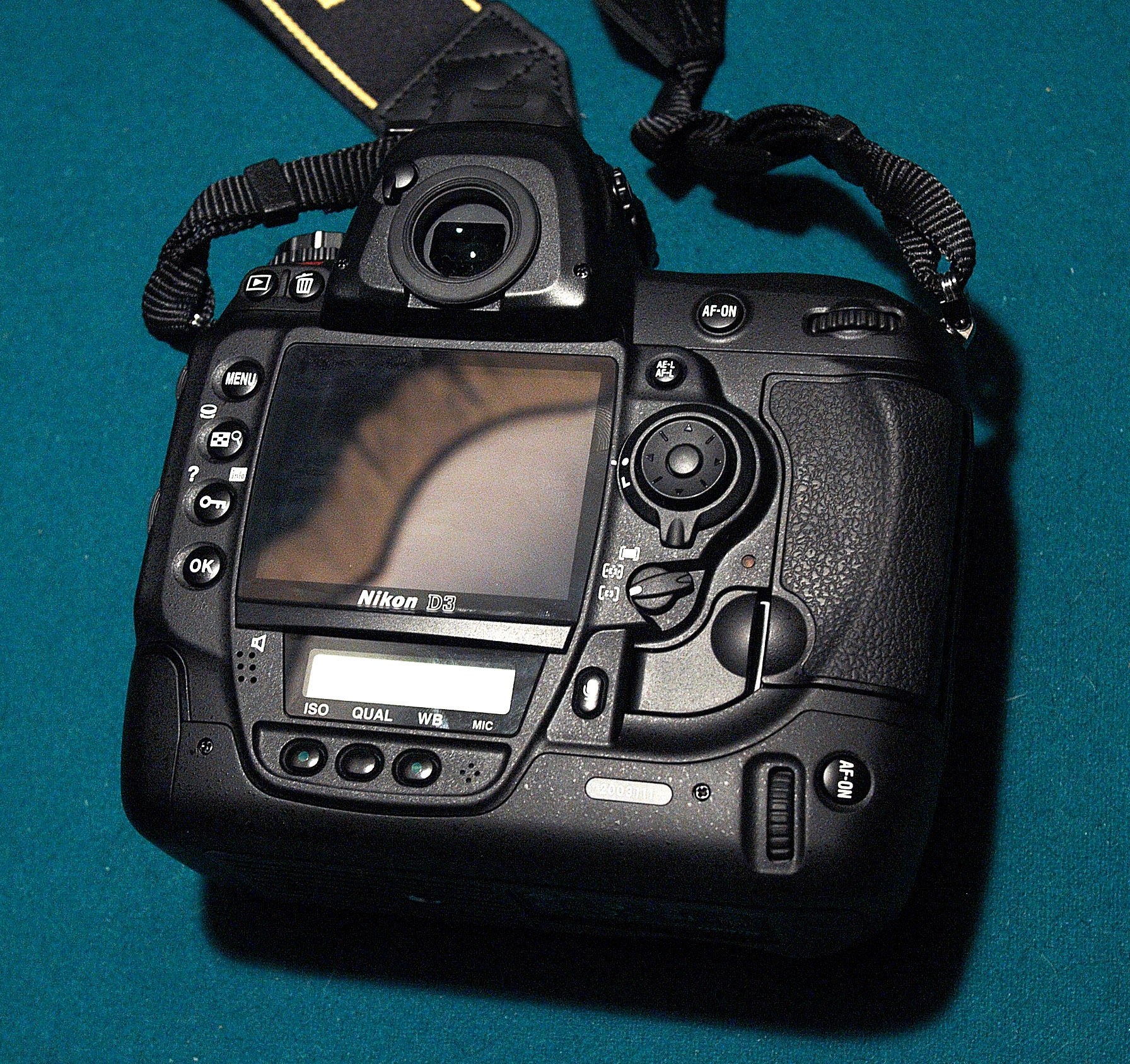
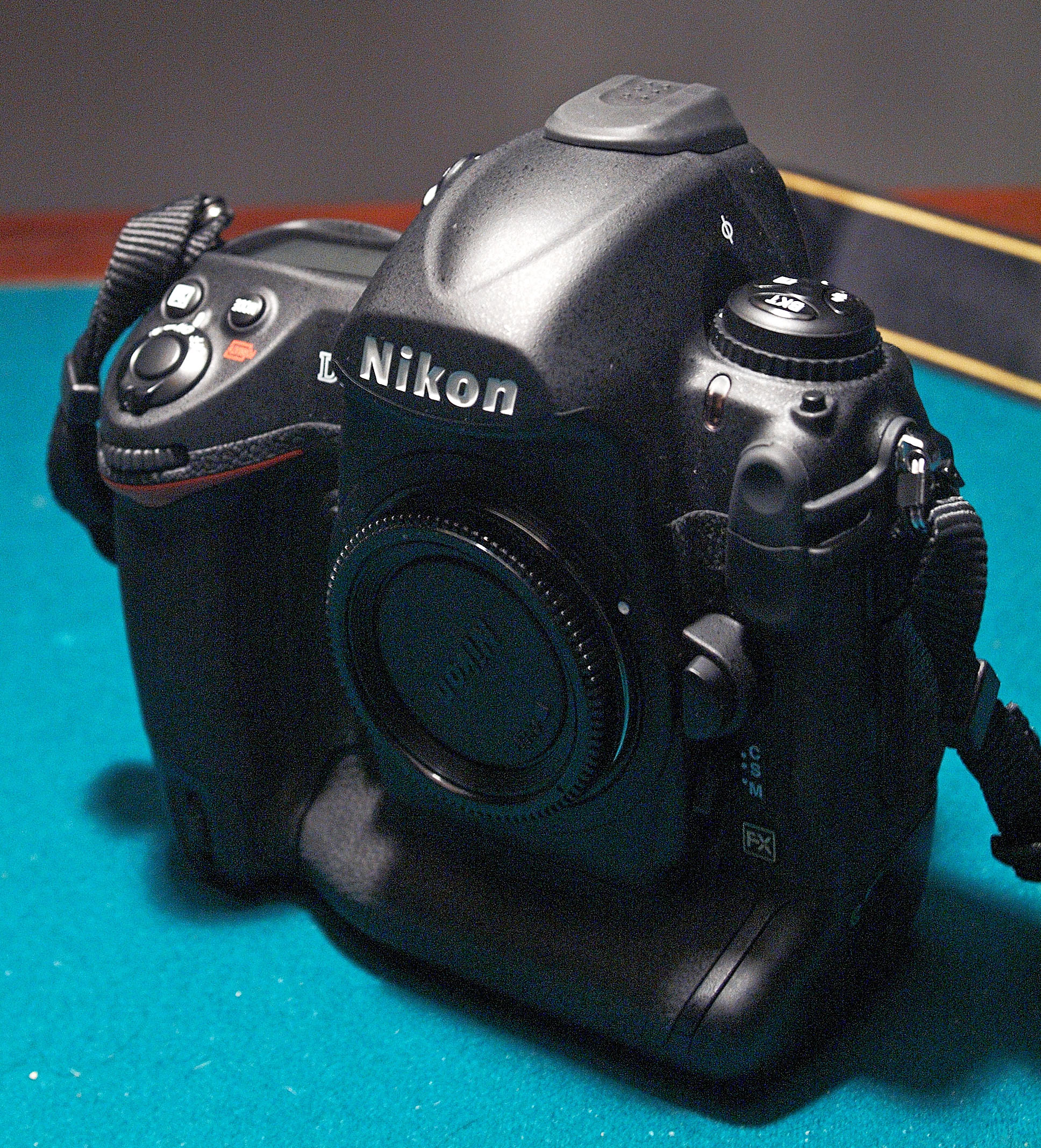

## 같이 보기
- 풀프레임 DSLR